# Fóvea

La fóvea es el área de la retina donde se enfocan los rayos luminosos y se encuentra especialmente capacitada para la visión del color. 

## Descripción
La fóvea está libre de bastones y, por el contrario, posee muchos conos, responsables de la percepción de colores. Los conos-M, sensibles a la luz verde y los conos-L sensibles a la luz roja, se disponen en la fóvea formando un mosaico regular. Dependiendo de la especie, pueden encontrarse también presentes los conos-K, sensibles a la luz azul. En la región más interna, en la foveola (que mide en los seres humanos aproximadamente 0,33 mm de diámetro) es posible encontrar solamente conos particularmente delgados del tipo M y L.
Dirigir la vista hacia un objeto supone colocar su imagen óptica en la fóvea. Esta es la razón por la que resulta particularmente difícil, por ejemplo, leer un texto en la penumbra. La escasez de bastones en la fóvea tiene como consecuencia una degradación notable de la capacidad de discernir estructuras finas bajo malas condiciones de luminosidad,
La fóvea central posee una convergencia de 1:1, es decir, tras cada receptor hay una célula ganglionar, y por ello, la transmisión con el cerebro es más directa en esta zona que en cualquier otra parte de la retina. Los receptores están conectados 1:1, alcanzando la fóvea su mejor resolución, es decir la mayor nitidez visual.

## Estructura
Fóvea (o Fovea centralis) es la depresión en la superficie interna de la retina, de aproximadamente 1,5 mm de ancho, cuya capa de fotorreceptores es enteramente de conos y está especializada para una agudeza visual máxima. Dentro de la fóvea hay una región de 0,5 mm de diámetro que forma la zona avascular foveal (lo que significa que no hay vasos sanguíneos). Esto permite que la luz se detecte sin dispersión ni pérdida. Esta anatomía es responsable de la depresión en el centro de la fóvea. El hoyo foveal está rodeado por el borde foveal que contiene las neuronas desplazadas del hoyo. Esta es la parte más gruesa de la retina.
La fóvea se encuentra en una pequeña zona avascular y recibe la mayor parte del oxígeno de los vasos en la coroides, que se encuentra a través del epitelio pigmentario de la retina y la membrana de Bruch. La alta densidad espacial de los conos junto con la ausencia de vasos sanguíneos en la fóvea explica la alta capacidad de agudeza visual en la fóvea.

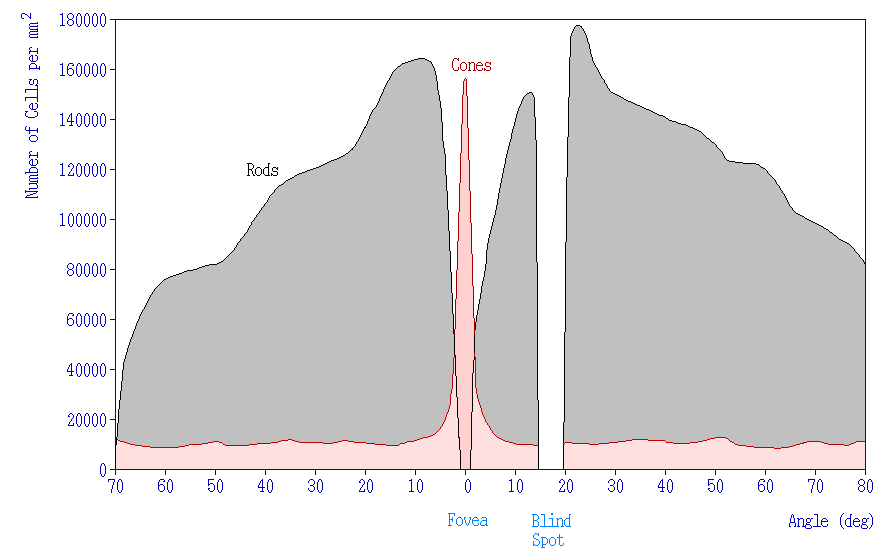
Distribución de varillas y conos a lo largo de una línea que pasa a través de la fóvea y el punto ciego de un ojo humano.

El centro de la fóvea es la foveola, de aproximadamente 0,2 mm de diámetro, o foso central donde solo están presentes los fotorreceptores de cono y prácticamente no hay bastones. La fóvea central consiste en conos muy compactos, más delgados y con una apariencia más parecida a una vara que a los conos en otros lugares. Estos conos están muy compactados (en un patrón hexagonal). Empezando en las afueras de la fóvea, sin embargo, aparecen bastones gradualmente y la densidad absoluta de los receptores cónicos disminuye progresivamente.

## Secciones
- Mácula anatómica o mácula lútea
  - Diámetro = 5,5 mm (~ 3,5 diámetros del disco) (aproximadamente 18 grados de FV)
  - Demarcado por las arcadas arteriales temporales superior e inferior.
  - Tiene una forma elíptica horizontalmente.
  - Histológicamente es la única región de la retina donde GCL tiene> 1 capa de células ganglionares
  - Aspecto amarillento = pigmentos lúteos (xantofila y betacarotenoide (betacaroteno) en las capas nucleares externas hacia adentro.El diagrama muestra la agudeza relativa del ojo humano izquierdo (sección horizontal) en grados desde la fóvea.

- Parafovea anatómica:
  - Diámetro = 2,5 mm.

El diagrama muestra la agudeza relativa del ojo humano izquierdo (sección horizontal) en grados desde la fóvea.

  - GCL tiene> 5 capas de células y la mayor densidad de conos
- Perifovea anatómica:
  - Región entre la parafovea (2,5 mm) y el borde de la mácula
  - GCL tiene 2-4 capas de células.
  - 12 conos / 100 um
- Fovea / fovea centralis anatómica (clínica: mácula)
  - Área de depresión en el centro de la mácula lútea.
  - Diámetro = 1,5 mm (~ 1 disco de diámetro) (aproximadamente 5 grados de FV)

- Zona Avascular Foveal (FAZ)
  - Diámetro = 0,5 mm (alrededor de 1,5 grados de VF)
  - Aproximadamente igual a la foveola

- Foveola anatómica 
  - Diámetro = 0,35 mm (aproximadamente 1 grado de FV)
  - el piso central de la depresión de fovea centralis
  - 50 conos / 100 um
  - Agudeza visual alta

- Umbo anatómico
  - Representa el centro exacto de la mácula
  - Diámetro = 0,15 mm
  - Corresponde al reflejo de luz clínico

### Tamaño
El tamaño de la fóvea es pequeño en comparación con el resto de la retina, pero la fóvea es la única área de la retina donde la visión 20/20 (escala de gráficos de Snellen) es alcanzable, y es muy importante para ver los detalles finos y el color.